# Совхоз Алексеевский
«Совхоз Алексеевский» — одно из крупных тепличных хозяйств в Башкортостане и России. Располагается в Уфимском районе Республики Башкортостан, центральная усадьба — село Алексеевка. Имеются структурные подразделения в Кушнаренковском, Калтасинском и Янаульском районах Республики Башкортостан.
Гендиректор — Овчинников Дмитрий Сергеевич.

## История
Совхоз «Алексеевский» был образован в 1990 году на базе тепличного комбината совхоза «Уфимский» Уфимского района Башкирской АССР.
В 1998 году приобрел статус государственного унитарного сельскохозяйственного предприятия (ГУСП).
Как ГУСП совхоз «Алексеевский» просуществовал до 11.05.2021, прекратил деятельность путем реорганизации в форме преобразования. 
Преобразован 11.05.2021 в АО АПК «Алексеевский».

## Деятельность
«Совхоз Алексеевский» специализируется на круглогодичном производстве овощей в защищенном грунте. Одним из направлений деятельности хозяйства является животноводство. Поголовье крупного рогатого скота составляет более 3000 голов. В рамках национального проекта были приобретены черно-пестрые нетели голштино-фризской породы скота, обладающие высоким генетическим потенциалом молочной продукции. Имеется собственная торговая сеть (около 55 магазинов).

## Социальная ответственность
Принимает участие в жилищных программах для оказания помощи в приобретении жилья своим работникам.

## Награды
Продукция совхоза «Алексеевский» удостоена золотыми, серебряными и бронзовыми медалями и отмечена дипломами международных и всероссийских агропромышленных выставок в Москве (2001, 2002, 2003), Уфе (2004).